# El Paso (Cesar)
Pour les articles homonymes, voir El Paso.
El Paso est une municipalité située dans le département de Cesar, en Colombie.